# Radzionków
Radzionków (udtale: [raˈd͡ʑɔŋkuf]; tysk: Radzionkau, schlesisk: Cidry)  er en by  i den   centrale  del af  voivodskabet Schlesien. Den ligger nær Katowice  i det schlesiske højland i  det sydlige Polen. Byen   har 16.253(2021) indbyggere og et areal på  13,4 km², og er en del af powiatet Tarnowskie Góry. Radzionków er en af byerne i det 2,7 millioner indbyggere store byområde – Katowice byområde og inden for det større Katowice-Ostrava storbyområde befolket af omkring 5.294.000 mennesker.

## Historie
Landsbyen Radzionkau ligger i Beuthener-landet, hvor minedrift kan føres tilbage til middelalderen, var en sogneby allerede i 1326. Omtalen som sogn er den første skriftlige dokumentation på stedet.
Fra det 18. århundrede, fik stedet stor betydning gennem udvinding af Smithsonite (en)(zinkmalm). Georg von Giesches Erben mineselskab blev efterfølgende det største selskab i byen.
I 1868 fik Radzionkau, da beliggende i  Kongeriget Preussen jernbaneforbindelse til Tarnowitz og Beuthen.